# Berneuil-en-Bray
Berneuil-en-Bray är en kommun i departementet Oise i regionen Hauts-de-France i norra Frankrike. Kommunen ligger i kantonen Auneuil som tillhör arrondissementet Beauvais. År 2022 hade Berneuil-en-Bray 819 invånare.

## Befolkningsutveckling
Antalet invånare i kommunen Berneuil-en-Bray
| Referens: INSEE |